# 492 Gismonda
492 Gismonda este un asteroid din centura principală, descoperit pe 3 septembrie 1902, de Max Wolf.